# Munchie Strikes Back
Munchie Strikes Back is een Amerikaanse filmkomedie uit 1994 onder regie van Jim Wynorski.

## Verhaal
Wegens de problemen die Munchie veroorzaakte bij zijn vorig avontuur wordt hij veroordeeld en naar aarde teuggestuurd om een alleenstaande moeder Linda McClelland (Lesley-Anne Down) te helpen. Linda’s zoon Chris (Trenton Knight) is de enige die Munchie kan zien en al snel worden ze vrienden. Chris is pitcher van een lokaal basebalteam en wordt gepest door zijn rivaal Bret Carlisle die ook verliefd is op hetzelfde meisje als Chris, namelijk Jennifer (Natanya Ross). Tot overmaat van ramp wordt Linda ontslagen omdat ze niet inging op de avances van haar baas. Munchie’s ingrepen zorgen ervoor dat zowel Linda als Chris gelukkig worden en hij kan terugkeren naar zijn planeet.

## Rolverdeling
| Acteur           | Personage        |
| ---------------- | ---------------- |
| Lesley-Anne Down | Linda McClelland |
| Trenton Knight   | Chris McClelland |
| Andrew Stevens   | Shelby Carlisle  |
| Howard Hesseman  | Munchie (stem)   |
| Angus Scrimm     | Kronas           |
| John Byner       | coach Elkins     |
| Steve Franken    | professor Graves |
| Natanya Ross     | Jennifer         |
| Toni Naples      | nieuwslezer      |
| Ace Mask         | Mr. Poyndexter   |
| Cory Mendelsohn  | Bret             |
| Antonia Dorian   | Cleopatra        |
| Jamie McEnnan    | Gage Dobson      |